# La Laguna de Guadalupe Yucunicoco
La Laguna de Guadalupe Yucunicoco är en ort i Mexiko.   Den ligger i kommunen Santiago Juxtlahuaca och delstaten Oaxaca, i den sydöstra delen av landet, 270 km sydost om huvudstaden Mexico City. La Laguna de Guadalupe Yucunicoco ligger 2 395 meter över havet och antalet invånare är 189.
Terrängen runt La Laguna de Guadalupe Yucunicoco är kuperad åt nordost, men åt sydväst är den bergig. Runt La Laguna de Guadalupe Yucunicoco är det ganska glesbefolkat, med 48 invånare per kvadratkilometer. Närmaste större samhälle är Santiago Juxtlahuaca, 13,5 km nordväst om La Laguna de Guadalupe Yucunicoco. I omgivningarna runt La Laguna de Guadalupe Yucunicoco växer huvudsakligen savannskog.